# Carolina Ardohain
Ana Carolina Ardohain dos Santos (General Acha, La Pampa, 17 de janeiro de 1978), mais conhecida como Carolina Ardohain ou Pampita, é uma atriz argentina.

## Carreira
Desde 2013, Carolina Ardohain representa as marcas de automóveis  Citroën e Citroën DS line. Em maio de 2016, Pampita participou da dança  reality show Bailando como membro do júri. De junho de 2017 ela apresentou o talk show   Pampita Online 
Estreou em 2002 como atriz na primeira temporada da novela argentina Rebelde Way  com o papel Lulú, a professora de dança. Em 2005, Pampita estrelou a novela Doble vida com o papel  Ema , uma das protagonistas.
Em 2009, Pampita fez sua estreia no cinema no filme chileno Súper, com o papel secundário de Camila Hudson. Pampita estrelou a série de televisão chilena de 2015 Familia Moderna com o papel de Magdalena.
Em 2017, no filme  Desearás al hombre d  e tu hermana Pampita interpretou Ofelia, seu primeiro papel principal.

## Filmografia

### Televisão
| Ano              | Titulo                                                   | Papel               | Notas                                     |
| ---------------- | -------------------------------------------------------- | ------------------- | ----------------------------------------- |
| 2000-2001        | El Rayo                                                  | Notera              |                                           |
| 2002-2003        | El Show de Flo                                           | Staff               |                                           |
| 2004             | XLV Festival Internacional de la Canción de Viña del Mar | Jurada              |                                           |
| 2005             | Dominico                                                 | Condutora           |                                           |
| 2007             | El baile en TVN                                          | Participante        |                                           |
| 2008, 2011, 2017 | Bailando por un sueño                                    | Participante        |                                           |
| 2010             | Primer plano                                             | Condutora           |                                           |
| 2011             | Soñando por Bailar                                       | Jurado              |                                           |
| 2011             | Tendencia                                                | Condutora           |                                           |
| 2013             | Baila! Al ritmo de un sueño                              | Jurada              |                                           |
| 2013             | Celebrity Splash                                         | Jurada              |                                           |
| 2014             | Desafío Fashionista Latinoamérica                        | Jurada              |                                           |
| 2015             | C-MAG                                                    | Condutora           |                                           |
| 2015, 2018       | Showmatch: Bailando por un sueño                         | Jurado de reemplazo |                                           |
| 2016-2017, 2019  | Showmatch: Bailando por un sueño                         | Jurada              |                                           |
| 2017-presente    | Pampita online                                           | Condutora           |                                           |
| 2018             | Pampita íntima                                           | Condutora           |                                           |
| 2018             | Premios Martín Fierro                                    | Condutora           |                                           |
| 2020             | Viña 20, la previa                                       | Condutora           |                                           |
| 2020             | Unidos por Argentina                                     | Condutora           |                                           |
| 2021             | Showmatch: La Academia                                   | Jurada              | Temporada 1                               |
| 2002             | Rebelde Way                                              | Lulú                |                                           |
| 2005             | Doble Vida                                               | Ema                 |                                           |
| 2015             | Familia Moderna                                          | Magdalena           | Episódio: La clave para ser un buen padre |

### Cinema
| Ano  | Titulo                            | Papel         | Notas |
| ---- | --------------------------------- | ------------- | ----- |
| 2009 | Súper, todo Chile adentro         | Camila Hudson |       |
| 2017 | Desearás… al hombre de tu hermana | Ofelia        |       |